# Ladhe Wala Waraich
Ladhe Wala Waraich es una localidad de Pakistán, en la provincia de Punyab.

## Demografía
Según estimación 2010 contaba con 32.758 habitantes.